# Haemogregarina mugili
Haemogregarina mugili is een soort in de taxonomische indeling van de Myzozoa, een stam van microscopische parasitaire dieren. Het organisme komt uit het geslacht Haemogregarina en behoort tot de familie Haemogregarinidae. Haemogregarina mugili werd in 1995 ontdekt door Siddall.